# Arno von Rohrscheidt
Arno von Rohrscheidt (německy Friedrich Wolf Arno von Rohrscheidt) (14. ledna 1832 Budyšín – 15. května 1906 Terst) byl rakousko-uherský admirál. Původně sloužil u obchodního loďstva a v roce 1852 přešel k c. k. námořnictvu. Zúčastnil se několika válek a později zastával mimo jiné funkce v námořní sekci na ministerstvu války. V roce 1887 dosáhl hodnosti kontradmirála a svou kariéru završil jako velitel arzenálu v Pule (1888–1891) a velitel cvičné eskadry (1891–1892). V roce 1892 odešel do penze a dožil v soukromí v Terstu.

## Životopis

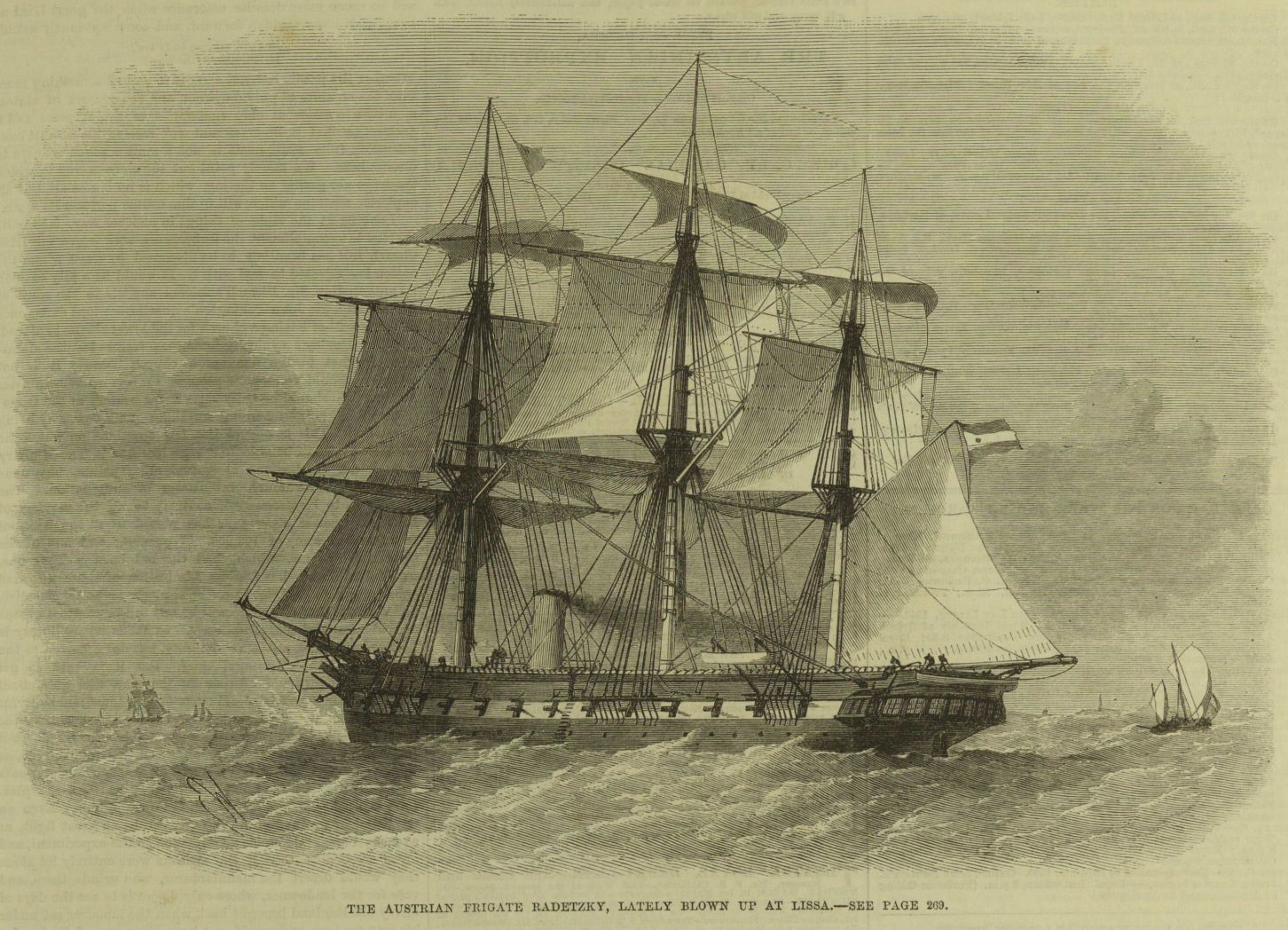
SMS Radetzky, vlajková loď admirála Rohrscheidta jako velitele cvičné eskadry 1891–1892

Pocházel ze Saska a byl evangelíkem, narodil se jako syn saského kapitána Friedricha Moritze von Rohrscheidt (1794–1870). Po základním vzdělání absolvoval kurz ve stavbě lodí a původně sloužil u obchodního námořnictva. V roce 1849 vstoupil jako kadet k německé spolkové flotile a v roce 1852 přešel k c. k. námořnictvu. Začínal u jednotek námořní pěchoty a poté vystřídal službu na různých lodích. Mimoto sloužil u arzenálu v Benátkách a znovu u námořní pěchoty, v roce 1854 získal hodnost praporčíka. Dva roky strávil na palubě fregaty SMS Bellona (1857–1859) a v roce 1859 se zúčastnil války se Sardinií. 
Postupoval v hodnostech (poručík II. třídy 1860, poručík I. třídy 1864) a v roce 1864 se jako dělostřelecký důstojník na fregatě SMS Don Juan d'Austria zúčastnil dánsko-německé války v Severním moři. Další dva roky byl velitelem fregaty SMS Adria (1864–1866) a v roce 1866 se jako první důstojník na fregatě SMS Salamander zúčastnil bitvy u Visu během války s Itálií. Poté byl prvním důstojníkem na několika dalších lodích a v letech 1868–1870 pobočníkem velitele námořní základny v Pule admirála Bourguignona. V hodnosti korvetního kapitána (29. října 1870) byl přidělen k velení arzenálu v Pule (1871–1873) a získal pod velení menší plavidla typu torpédových člunů. K datu 24. dubna 1876 byl povýšen na fregatního kapitána a na obrněné lodi SMS Custozza se stal šéfem štábu eskadry (1876–1878). Poté byl přeložen k námořní základně v Terstu, kde byl mimo jiné viceprezidentem stálé komise pro výstavbu lodí (1880–1883). Na jaře 1883 vedl výstrojní sklady v Pule, kde byl krátce také dočasným velitelem arzenálu.
K datu 1. listopadu 1883 byl povýšen do hodnosti kapitána řadové lodi. V letech 1883–1884 byl prezidentem stálé komise pro námořní dělostřelectvo a plavil se také na císařské jachtě SMS Miramar. V roce 1884 byl přidělen k prezidiální kanceláři námořní sekce na ministerstvu války, kde byl pak v letech 1885–1888 ředitelem operační kanceláře a zároveň pobočníkem vrchního velitele námořnictva admirála Sternecka.
K datu 1. listopadu 1887 byl povýšen na kontradmirála a po návratu z úřadu ve Vídni byl v letech 1888–1891 velitelem arzenálu v Pule. Nakonec byl na obrněné lodi SMS Radetzky velitelem cvičné eskadry (1891–1892). Ke dni 1. května 1892 byl penzionován.
Po odchodu do výslužby se usadil v Terstu, kde zemřel 15. května 1906 ve věku 74 let a byl pochován na vojenském hřbitově Sant'Anna. 

## Řády a vyznamenání
Během služby u námořnictva obdržel několik ocenění v Rakousku-Uhersku i v zahraničí.

### Rakousko-Uhersko
- Válečná pamětní medaile (1864)
- Řád železné koruny III. třídy s válečnou dekorací (1866)
- Válečná medaile (1873)
- Služební odznak pro důstojníky III. třídy (1874)
- Vojenská záslužná medaile (1890)
- rytířský kříž Leopoldova řádu (1892)
- Jubilejní pamětní medaile (1898)

### Zahraničí
- rytířský kříž Řádu Guadalupe (1867, Mexiko)
- Řád Osmanie III. třídy (1876, Osmanská říše)
- Řád pruské koruny II. třídy (1889, Německo)